# ES Bingerville
El Entente Sportive de Bingerville, conocido como ES Bigerville o ESB, es un equipo de fútbol de Costa de Marfil que milita en la Segunda División de Costa de Marfil, la segunda liga de fútbol más importante del país.

## Historia
Fue fundado en el año 1995 en la localidad de Bingerville con el nombre AS Transporteurs Bingerville hasta 1998, cuando cambiaron el nombre por el que tienen actualmente. Nunca ha sido campeón de liga.
A nivel internacional ha participado en 1 torneo continental, en la Copa Confederación de la CAF del año 2008, donde fue eliminado en la Primera Ronda por el ASC Linguère de Senegal.

## Participación en competiciones de la CAF
| Temporada | Torneo                       | Ronda      | Club                   | Casa | Visita | Global      |
| --------- | ---------------------------- | ---------- | ---------------------- | ---- | ------ | ----------- |
| 2008      | Copa Confederación de la CAF | Preliminar | Gambia Ports Authority | 3-0  | 1-0    | 4-0         |
| 2008      | Copa Confederación de la CAF | 1          | ASC Linguère           | 3-0  | 0-3    | 3-3 (2-4 p) |

## Jugadores

### Jugadores destacados
| - Badra Ali Sangaré - Simplice Kouakou - Abdoulaye Diaby - Lia Aimé Kobei - Issiaka Bamba - Elie Dohou - Aboubakari Diallo - Rouxel Décou - Doferé Tuo - Yaya Ouattara - Stéphane Elie Dohoun - Vincent Méa Bléhou - Anselme Takutchié - Vamouti Diomandé - Acihélou Krécoumou - Djakaridja Ouattara - Elysée Irié Bi Séhi - Ange Pacôme Koffi - Raheem Alibhai - Guy Claude Diawara | - Joël Zézé - Ghislain Ahoutou - Corbin Guedegbe - Kevin Beugré - Hassan Coulibaly - Joël Zézé - Jacques Adoh Kouassi - Drissa Koné - Moise Valery Zegbe - Davy Claude Angan - Mikael Mariano Beugré - Hermann Gogre - Pacôme Kouadio - Lebry Ouraga - Clovis Tahourou - Teko Mensah |

## Ex Entrenadores
- Vincent Kouamé (2009)